# Критична сила
Крити́чна си́ла або крити́чне наванта́ження у теорії пружності і пластичності (англ. Euler's critical load) — найменша поздовжня сила, при якій є можливими як прямолінійна, так і криволінійна форми рівноваги початково прямолінійного бруса. Це сила при якій проявляється поздовжній згин від втрати стійкості бруса.
Критична сила залежить від механічних характеристик матеріалу бруса, форми його поперечного перерізу, умов закріплення, а при пластичних деформаціях — і від податливості конструкції, елементом якої він є.

## Критична сила бруса з пружного матеріалу

Способи закріплення та відповідні коефіцієнти приведення довжини бруса при поздовжньому стисканні

Критична сила пружного бруса визначається за формулою Ейлера:
{\displaystyle P_{KP}=\left({\frac {\pi }{\mu }}\right)^{2}\cdot {\frac {E\cdot I_{min}}{l^{2}}},}
де Е — модуль Юнга матеріалу бруса;
Іmin — мінімальний момент інерції перерізу бруса;
{\displaystyle \mu } — коефіцієнт приведення довжини (вперше уведено Ф. Ясінським), що залежить від способу закріплення бруса (див. рис.);
l — довжина бруса.

## Критична сила при пластичних деформаціях
При пластичних деформаціях для визначення критичної сили користуються формулою Кармана; так для бруса з кінцями, що вільно опираються:
{\displaystyle P_{KP}=\pi ^{2}K_{1}{\frac {I_{min}}{l^{2}}},}
де {\displaystyle K_{1}} — модуль Кармана; для бруса прямокутного перерізу:
{\displaystyle K_{1}={\frac {4E{\frac {d\sigma }{d\epsilon }}}{\left({\sqrt {E}}+{\sqrt {\frac {d\sigma }{d\epsilon }}}\right)^{2}}},}
де {\displaystyle {\frac {d\sigma }{d\epsilon }}} — модуль зміцнення, що визначається з експериментальної залежності між напруженням ({\displaystyle \sigma }) і деформацією ({\displaystyle \epsilon }) в умовах розтягу (стискання).